# Liste des maires de Suresnes

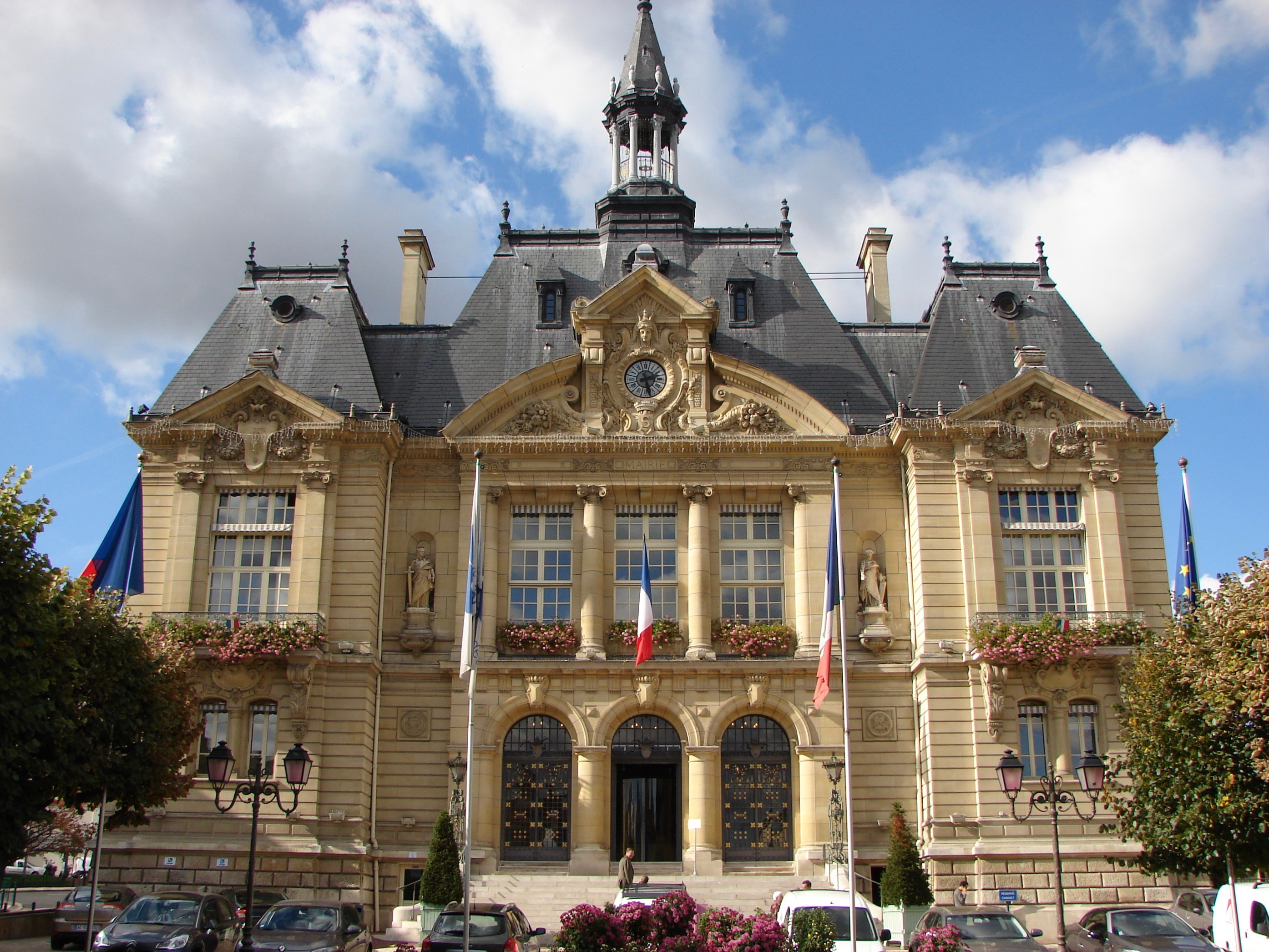
L'hôtel de ville de Suresnes.

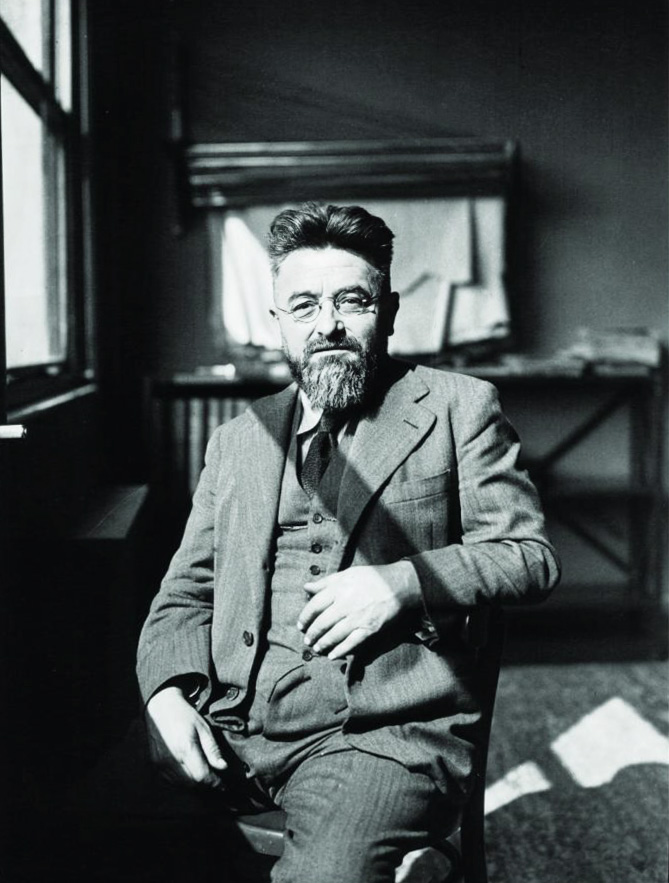
Henri Sellier, maire de 1919 à 1941.

Cet article présente la liste des maires de Suresnes, commune des Hauts-de-Seine dans la région Île-de-France.
Dans la salle du conseil municipal de l'hôtel de ville, une plaque incrustée au sein d'une structure monumentale en bois sculpté liste les maires de Suresnes depuis la Révolution française.

## Histoire électorale
Lors des élections municipales de 1896, Arthème Genteur, plus à gauche, est élu contre le maire sortant Albert Caron. Seulement dix des vingt-trois conseillers municipaux sortants sont reconduits dans le conseil municipal.
Engagé sur le sujet de l'habitat social depuis le début des années 1910 et constatant que l'afflux d'ouvriers à Suresnes, où les usines côtoient de nombreux logements délabrés et insalubres, est mal géré, Henri Sellier décide de se présenter aux élections municipales de 1919. Sa liste, soutenue par la SFIO, est opposée à celle du maire sortant Victor Diederich, au pouvoir depuis 1905, dont le bilan est plutôt bon mais qui mène des combats jugés dépassés, alors que le tissu social de la ville a changé et que les notables ne représentent plus la nouvelle population ouvrière. Il présente un programme détaillé de seize pages sur de nombreux thèmes (urbanisme, éducation, santé, etc.), tandis que la liste Diederich se contente d'un tract recto-verso. Tourné vers l'avenir, il fait le constat implacable que le passé de Suresnes est révolu (« le vieux Suresnes viticole dont le "petit bleu" a excité tant de fois la verve des poètes, la ville des plaisirs et des villégiatures qui tirait toute sa prospérité du luxe parisien, a définitivement disparu ») et prône une transformation urbaine qui passe par l'assainissement et l'aménagement d'infrastructures. À l'issue de deux tours, la victoire est écrasante pour Henri Sellier, dont la liste décroche 20 places sur 28 sièges municipaux. Parallèlement, de nombreuses villes du département passent à gauche. Il est réélu en 1925, en 1928 et en 1935.

## Liste des maires
| Période         | Période         | Identité                     | Étiquette                           | Qualité |
| --------------- | --------------- | ---------------------------- | ----------------------------------- | --- |
| 1787            | 1792            | Martin-François Bougault     |                                     | Menuisier et épicier                                                                                             |
| 1792            | 1793            | Marc Antoine Breton          |                                     | |
| 1793            | 1795            | Pierre Lemoine               |                                     | |
| 1795            | 1800            | Charles Descoins             |                                     | |
| 1800            | 1803            | Martin-François Bougault     |                                     | - |
| 1803            | 1816            | Simon François Bidart        |                                     | |
| 1816            | 1830            | François Pierre Lefébure     |                                     | Propriétaire |
| 1830            | 1832            | Auguste Pagès                |                                     | Agent de change                                                                                                  |
| 1832            | 1840            | Pierre Marie Sentou          |                                     | Propriétaire |
| 1840            | 21 juin 1846    | Antoine Jeanne               |                                     | |
| 21 juin 1846    | février 1847    | Jacques Guillaume Lamarre    |                                     | |
| février 1847    | 1850            | Pierre Marie Sentou          |                                     | - |
| 1850            | 1860            | Gabriel Philippe             |                                     | Propriétaire |
| 1860            | 1870            | Louis Alexandre Delaunay     |                                     | |
| 1870            | 1871            | Jacques Louis Lecourt        |                                     | |
| 1871            | 1878            | Antoine Louis Huché          |                                     | Propriétaire |
| 1878            | 28 juillet 1888 | Jules Arthur Guillaumet      |                                     | Industriel (teinturier)                                                                                          |
| 28 juillet 1888 | 21 août 1888    | Léonard Pouydebat            |                                     | |
| 21 août 1888    | 1896            | Albert Caron                 |                                     | Banquier |
| 1896            | 1900            | Arthème Genteur (1852-1913)  |                                     | Ingénieur |
| 1900            | 8 mai 1904      | Albert Caron                 |                                     | - |
| 8 mai 1904      | 11 août 1905    | Alphonse Huillard            |                                     | Industriel, |
| 11 août 1905    | 1919            | Victor Diederich (1854-1933) |                                     | Employé de banque                                                                                                |
| décembre 1919   | 20 mai 1941     | Henri Sellier (1883-1943)    | SFIO puis SFIC, puis USC, puis SFIO | Employé de profession, président de l'OP-HBM de la Seine, sénateur et ministre Révoqué par Vichy                 |
| 1941            | 1941            | Louis Cucuat                 |                                     | Inspecteur général des services de la préfecture de la Seine Maire du 20e arrondissement de Paris de 1941 à 1943 |
| 1941            | 1944            | André Bertrand               |                                     | |
| 1944            | avril 1945      | Jules Courtin                | SFIO                                | Ouvrier métallurgiste                                                                                            |
| avril 1945      | 27 octobre 1947 | Paul Pagès (1909-1957)       | PCF                                 | Ouvrier métallurgiste puis visiteur médical                                                                      |
| 27 octobre 1947 | 6 mai 1953      | Louis Bert (1892-1968)       | SFIO                                | |
| 6 mai 1953      | 1956            | Raymond Cosson (1902-1956)   | SFIO                                | Fonctionnaire |
| 1956            | 1965            | Marcel Legras (1904-1989)    | SFIO                                | Directeur de la Caisse nationale de sécurité sociale Prisonnier en Allemagne durant la Seconde Guerre mondiale   |
| 1965            | 17 mars 1983    | Robert Pontillon (1921-1992) | SFIO, PS                            | Journaliste, sénateur, conseiller général                                                                        |
| 17 mars 1983    | 3 juillet 2020  | Christian Dupuy (né en 1950) | RPR, UMP, LR                        | Avocat, député Vice-président du conseil départemental des Hauts-de-Seine                                        |
| 3 juillet 2020  | En cours        | Guillaume Boudy (né en 1964) | LR puis Horizons                    | Haut-fonctionnaire                                                                                               |

## Galerie
Hommages (rues, plaques) et images (tombes et photo)

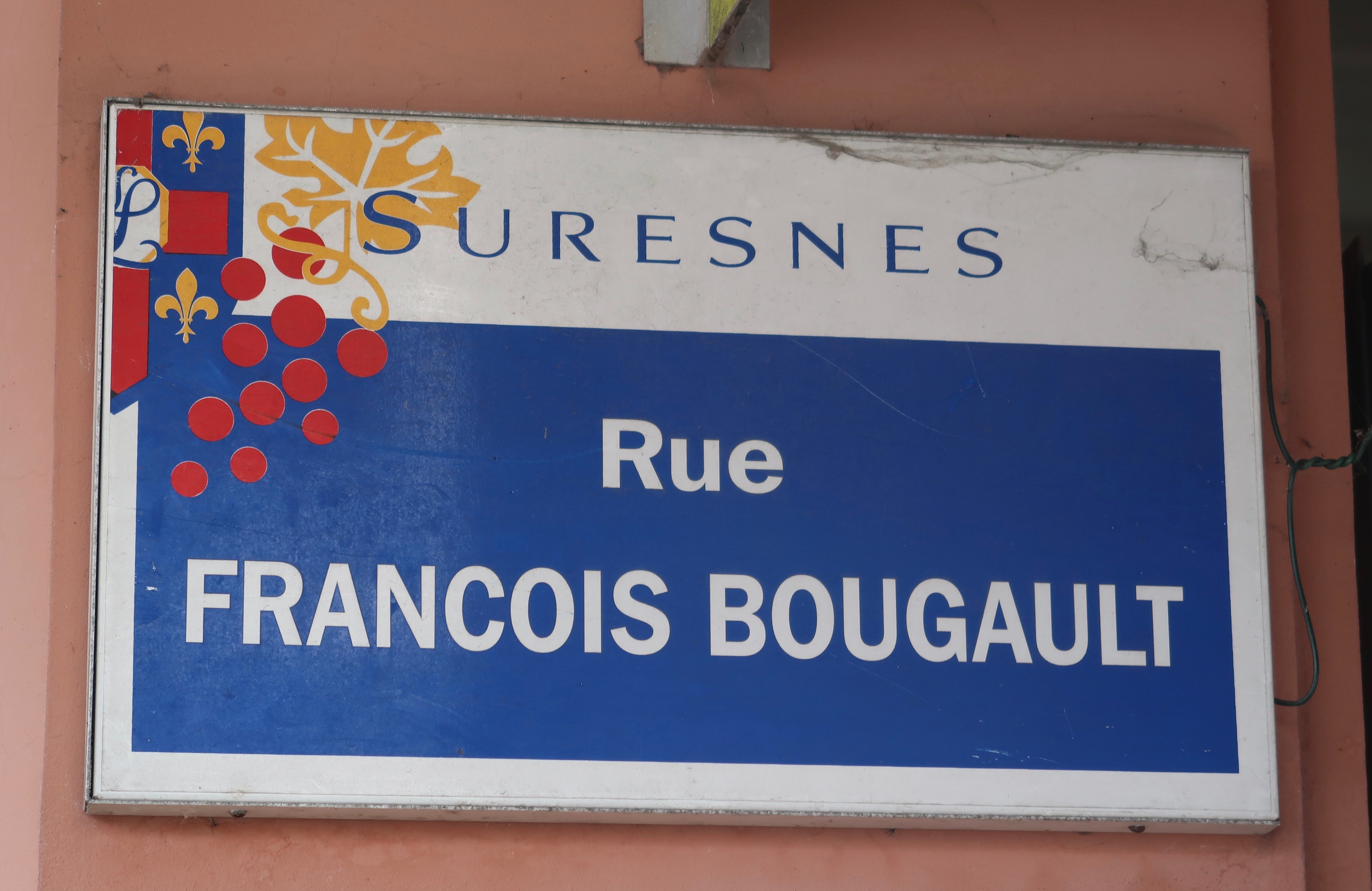
Plaque de la rue François-Bougault, en hommage au maire en fonction de 1787 à 1792 puis de 1800 à 1803.
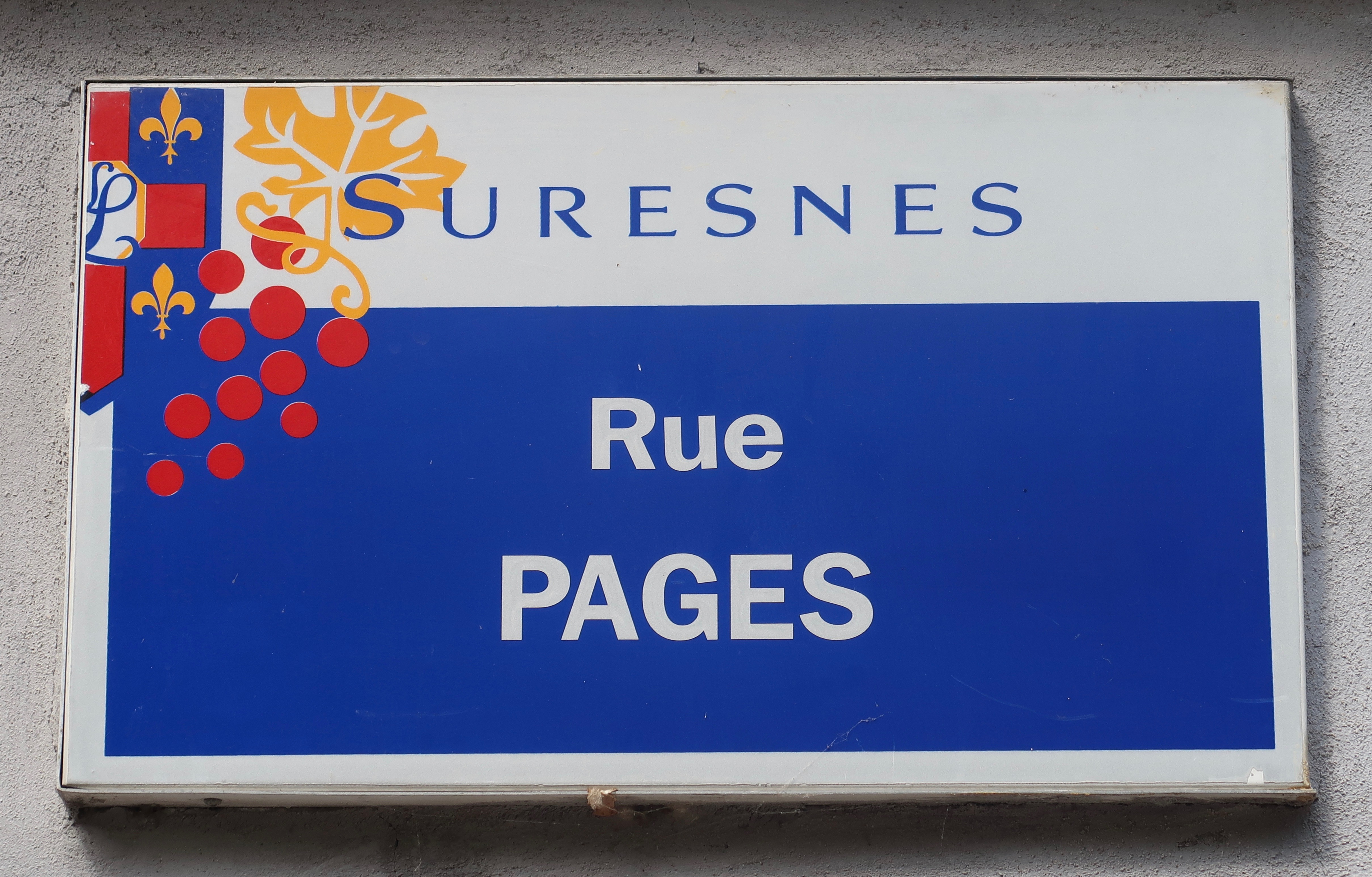
Plaque de la rue Pages, en hommage à Auguste Pagès, maire de 1830 à 1832.
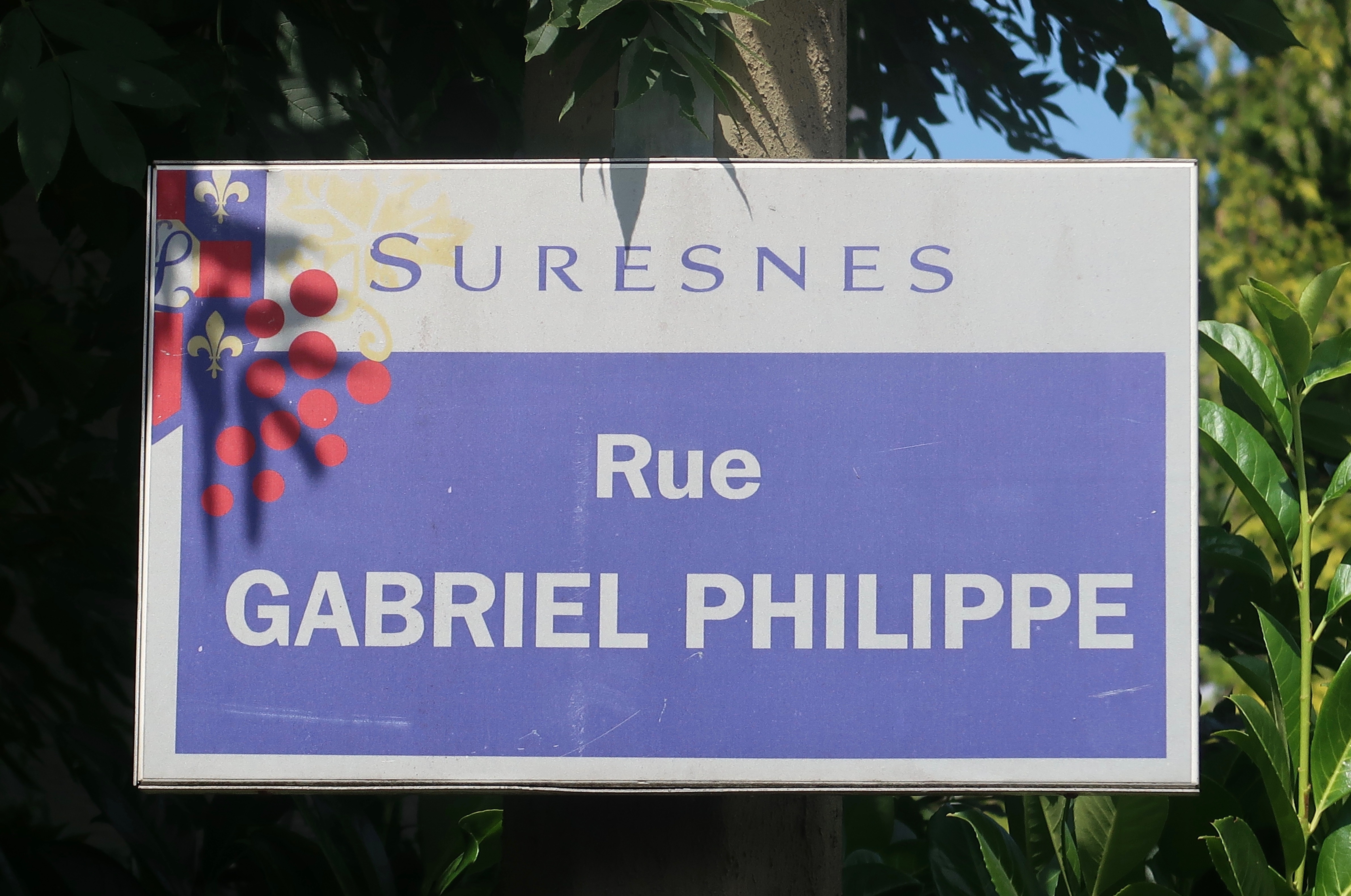
Plaque de la rue Gabriel-Philippe, en hommage au maire en fonction de 1850 à 1860.
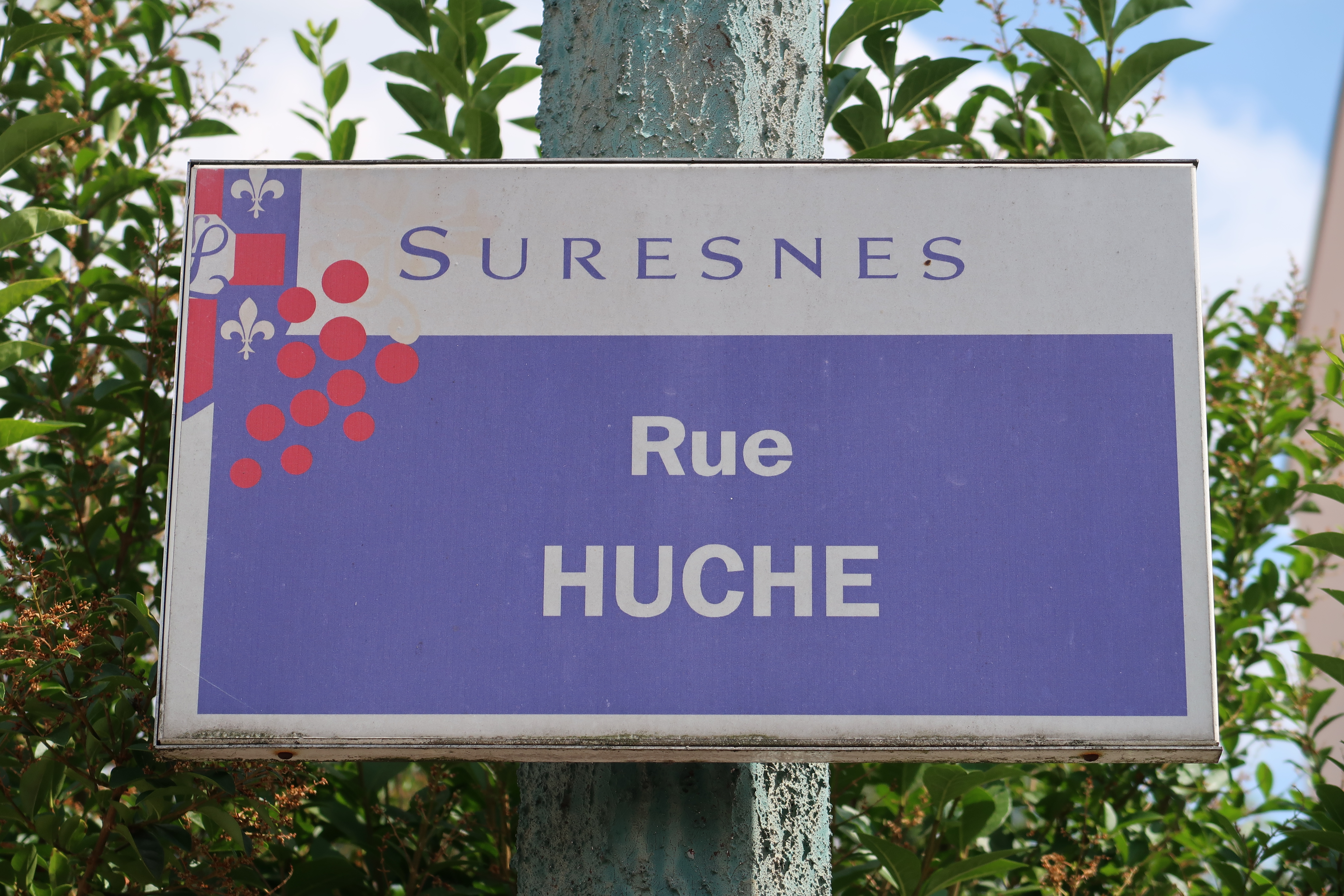
Plaque de la rue Huché, en hommage à Antoine Louis Huché, maire de 1871 à 1878.
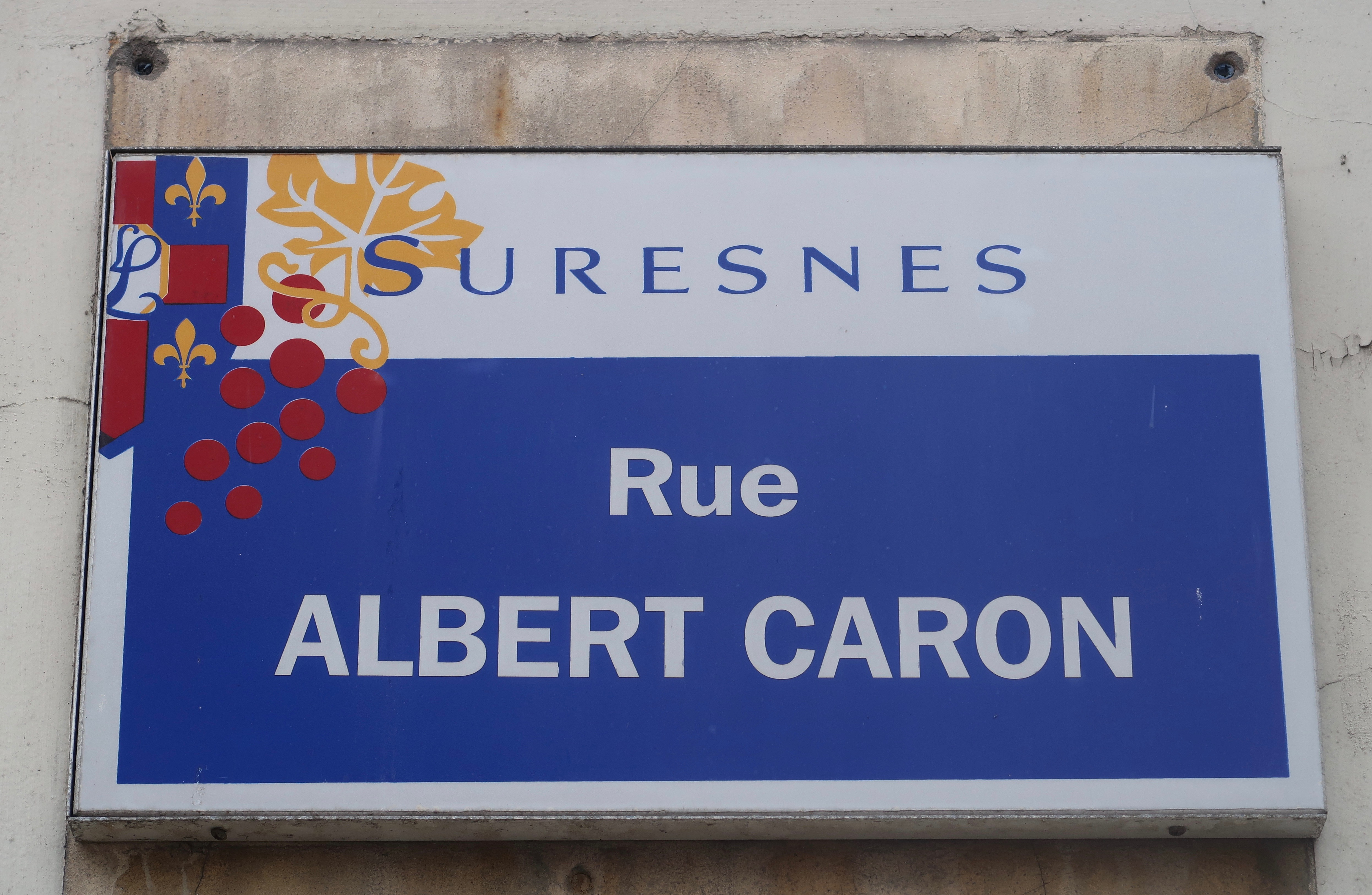
Plaque de la rue Albert-Caron, en hommage au maire en fonction de 1888 à 1896 puis de 1900 à 1904.
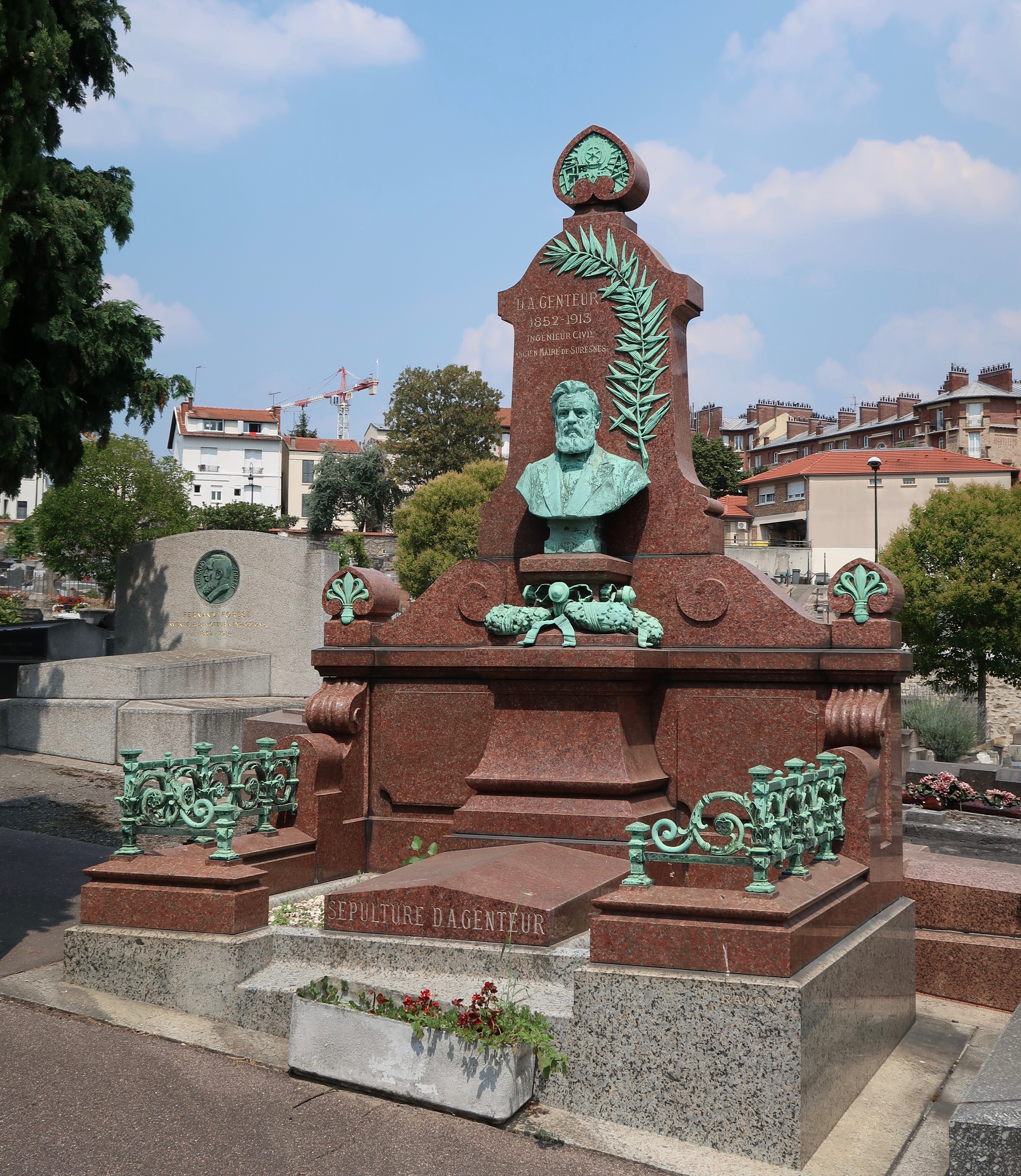
Tombe d'Arthème Genteur au cimetière Voltaire, maire de 1896 à 1900 (buste par Auguste Maillard).
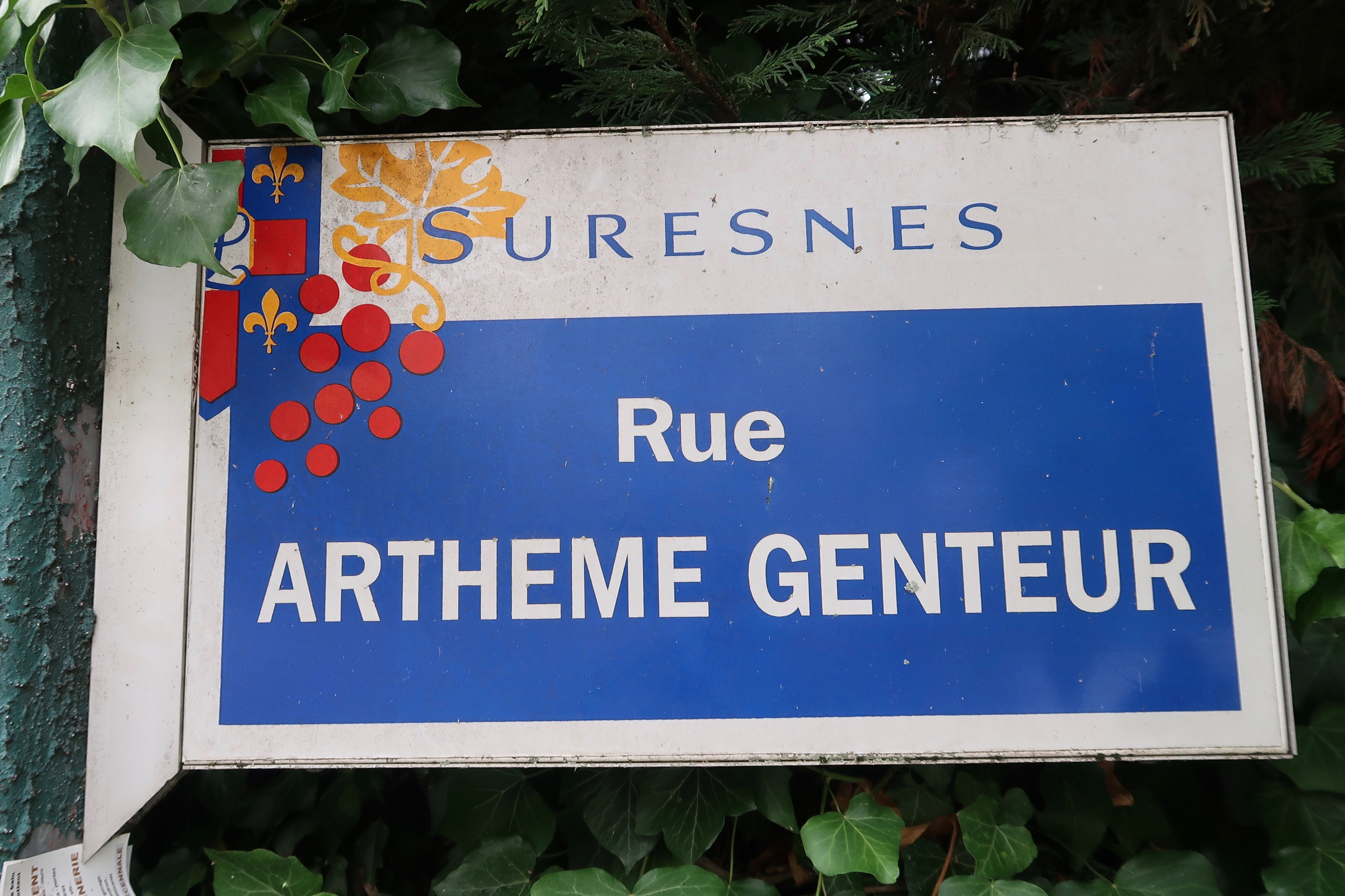
Plaque de la rue Arthème-Genteur.
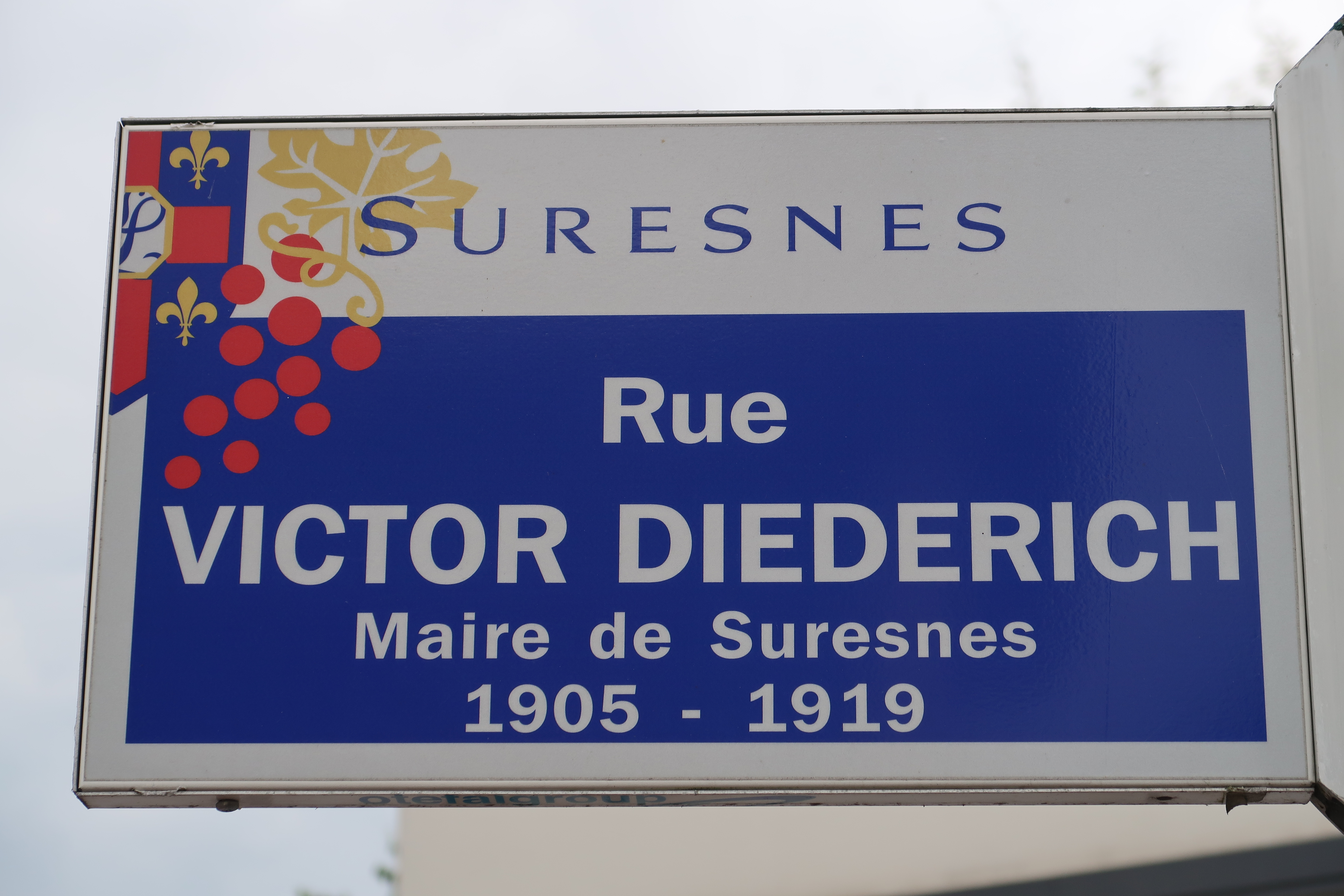
Plaque de la rue Victor-Diederich, en hommage au maire en fonction de 1905 à 1919.
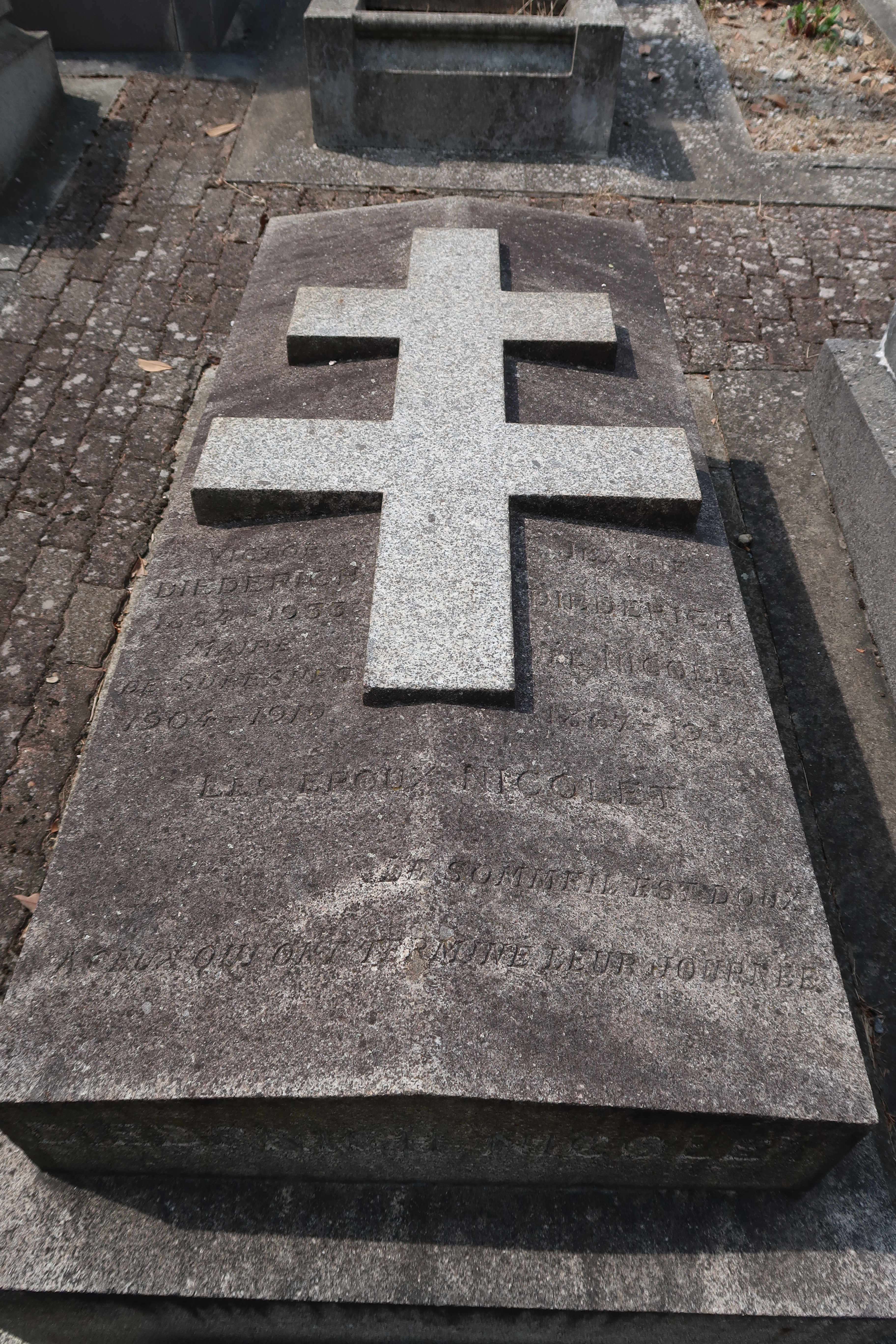
Tombe de Victor Diederich au cimetière Voltaire.
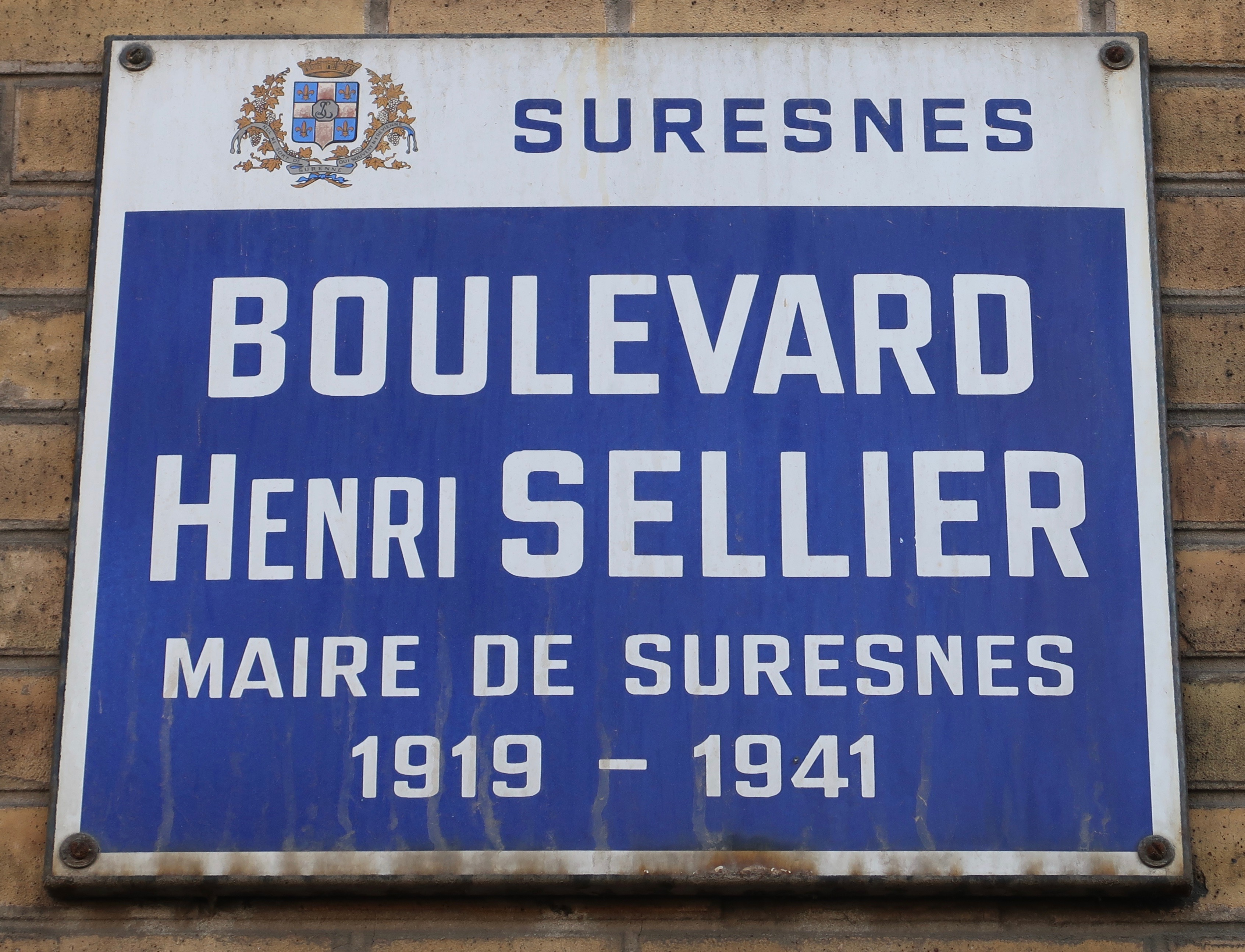
Plaque du boulevard Henri-Sellier, en hommage au maire en fonction de 1919 à 1941.
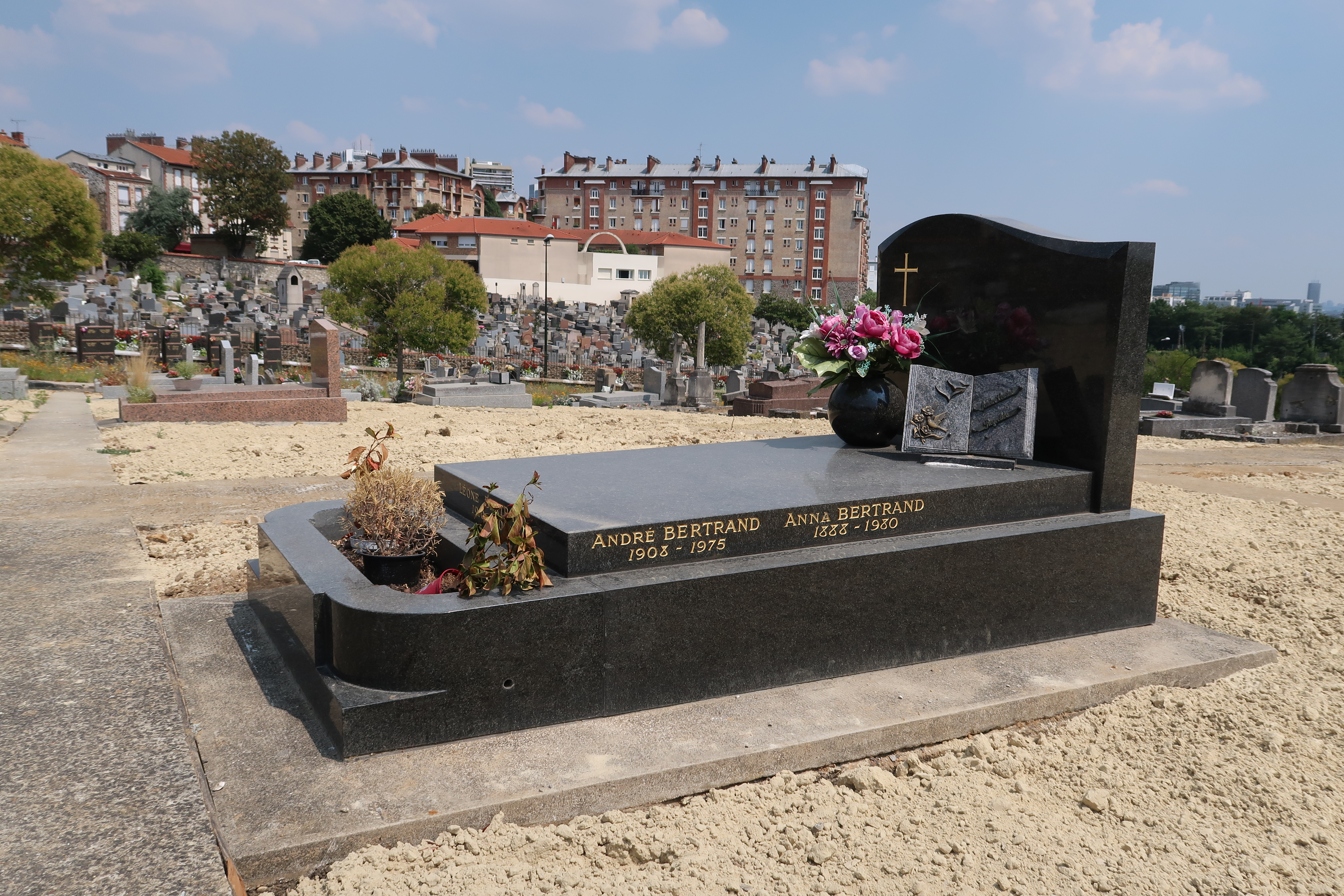
Tombe (potentielle) d'André Bertrand au cimetière Voltaire, maire de 1941 à 1944.
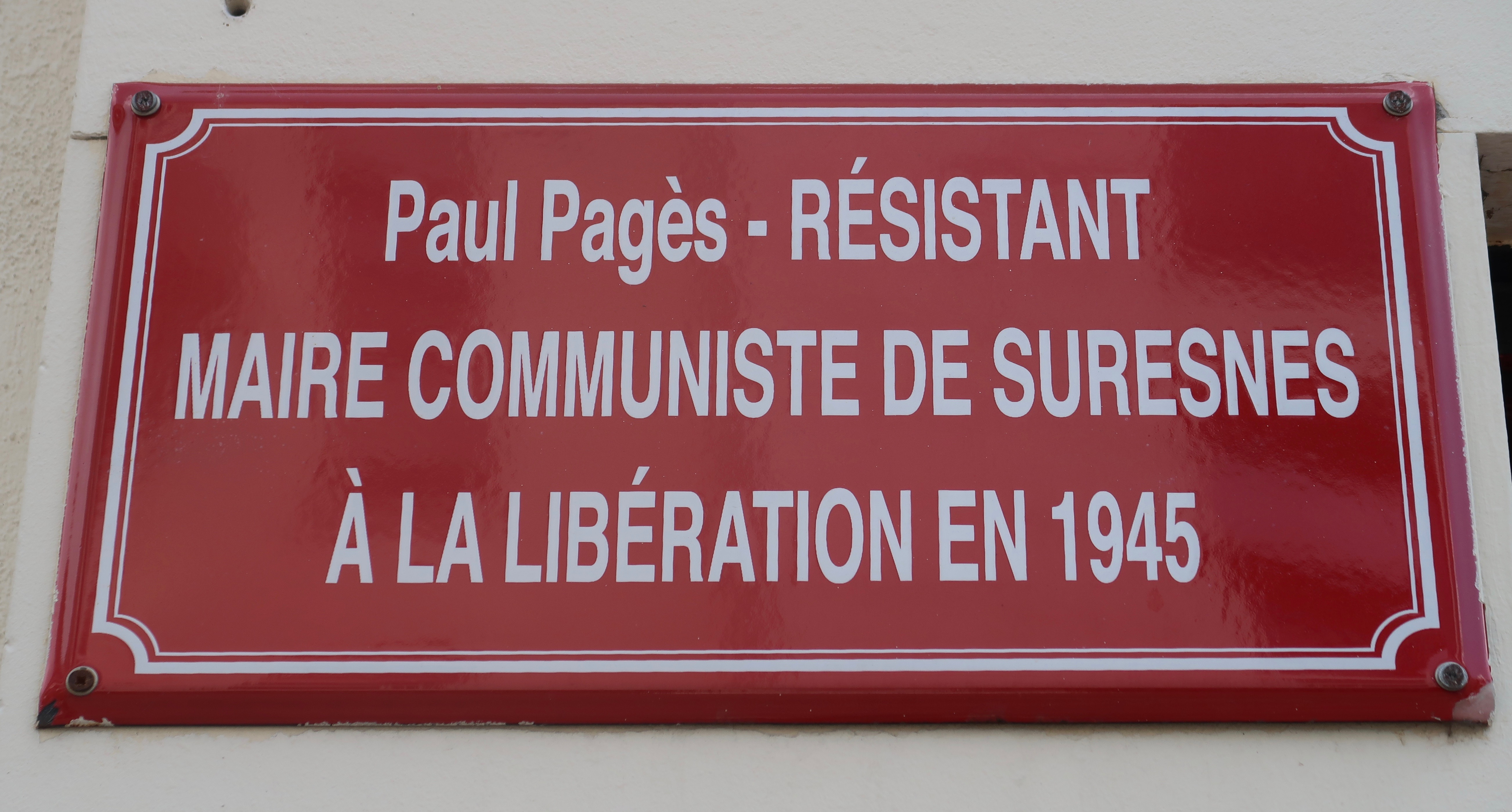
Plaque en hommage à Paul Pagès, maire de 1945 à 1947.
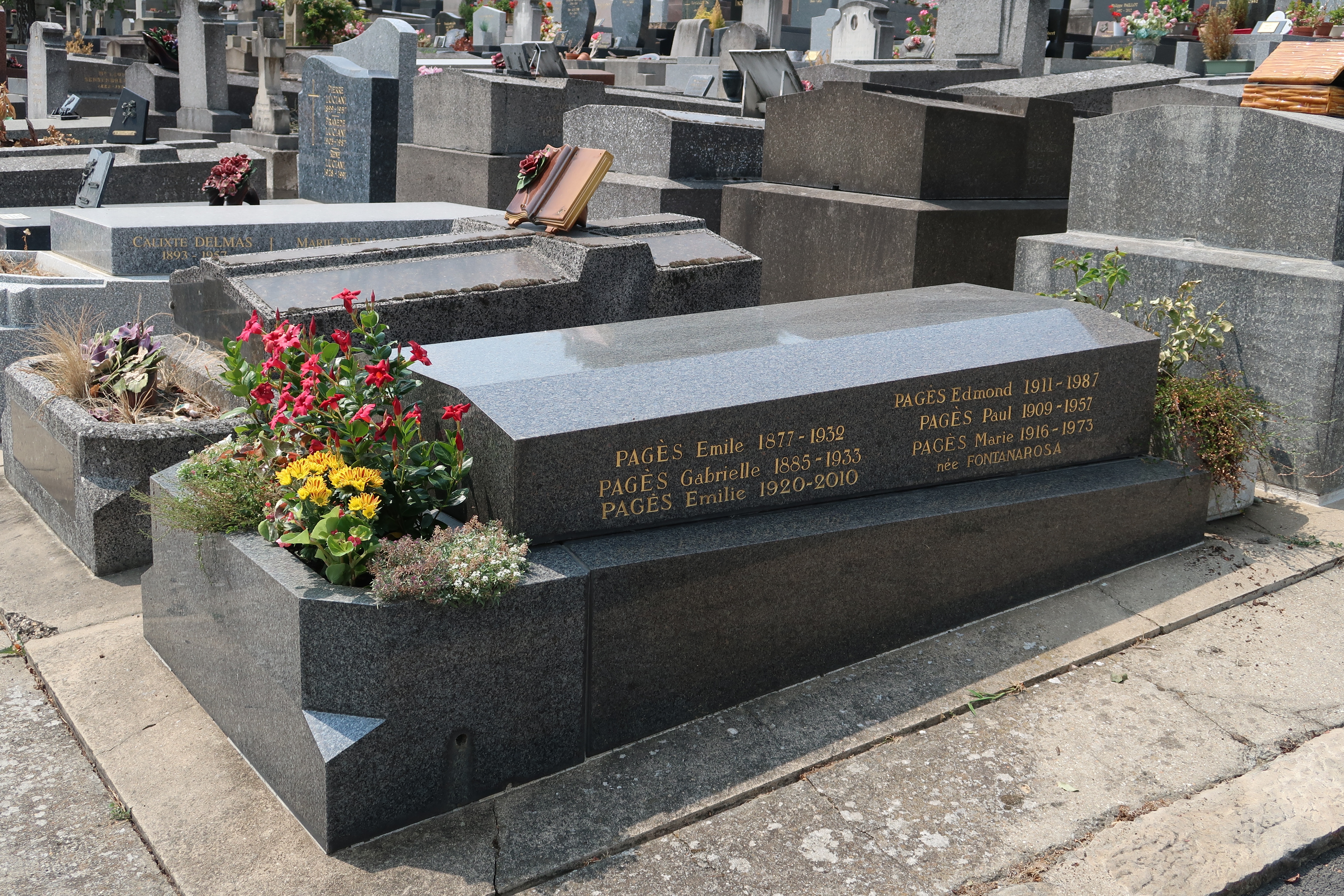
Tombe de Paul Pagès au cimetière Voltaire.
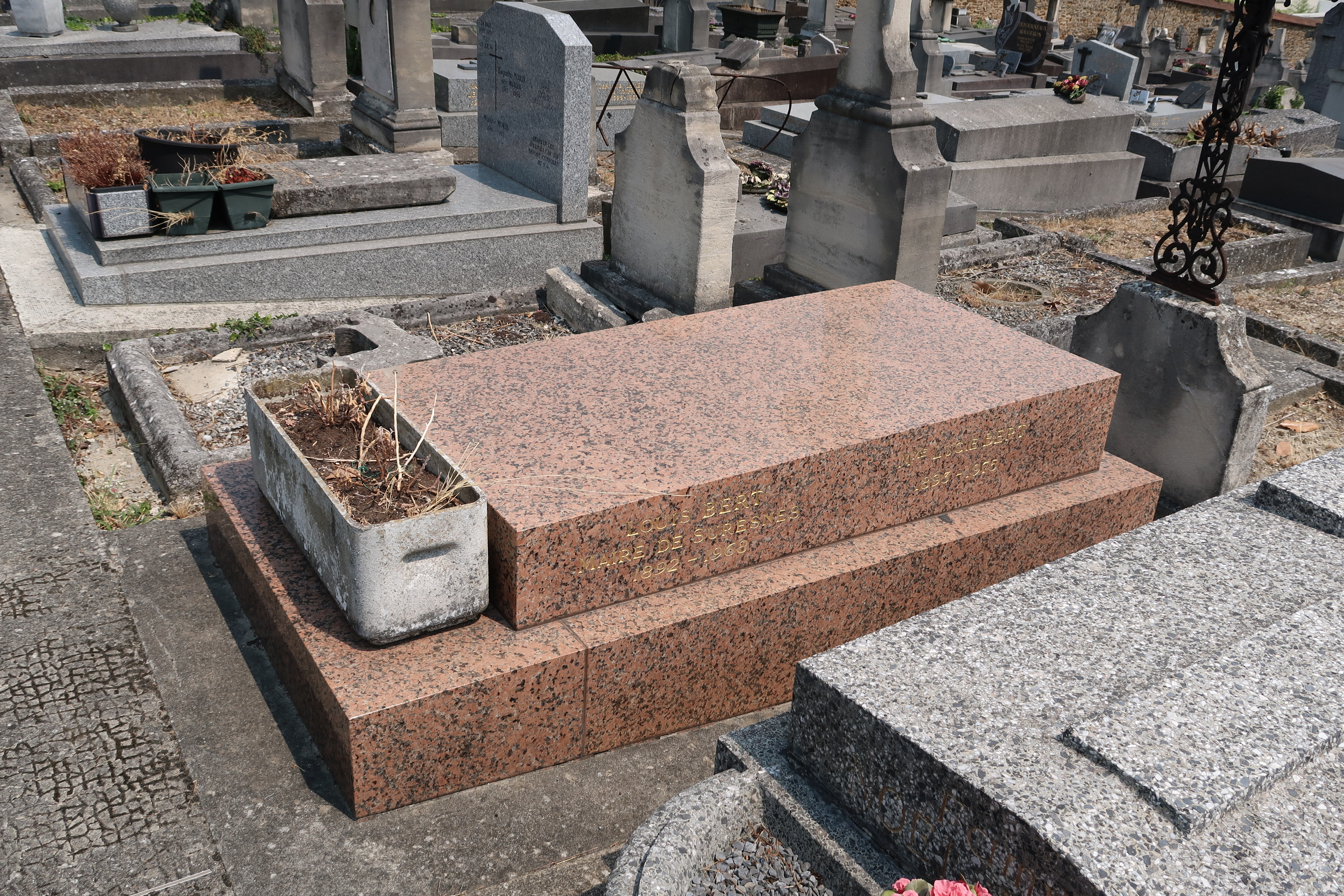
Tombe de Louis Bert au cimetière Voltaire, maire de 1947 à 1953.
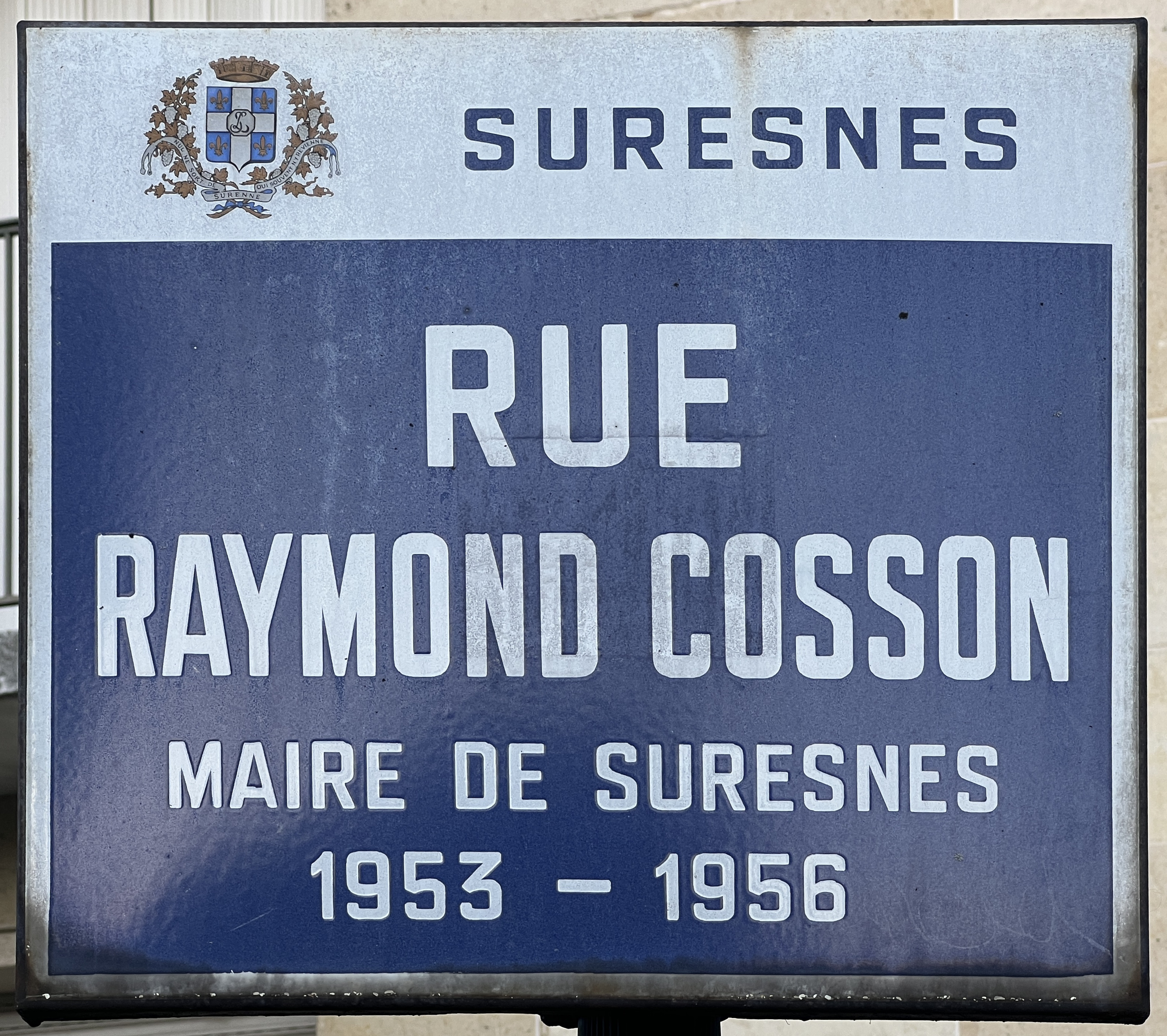
Plaque de la rue Raymond-Cosson, en hommage au maire en fonction de 1953 à 1956.
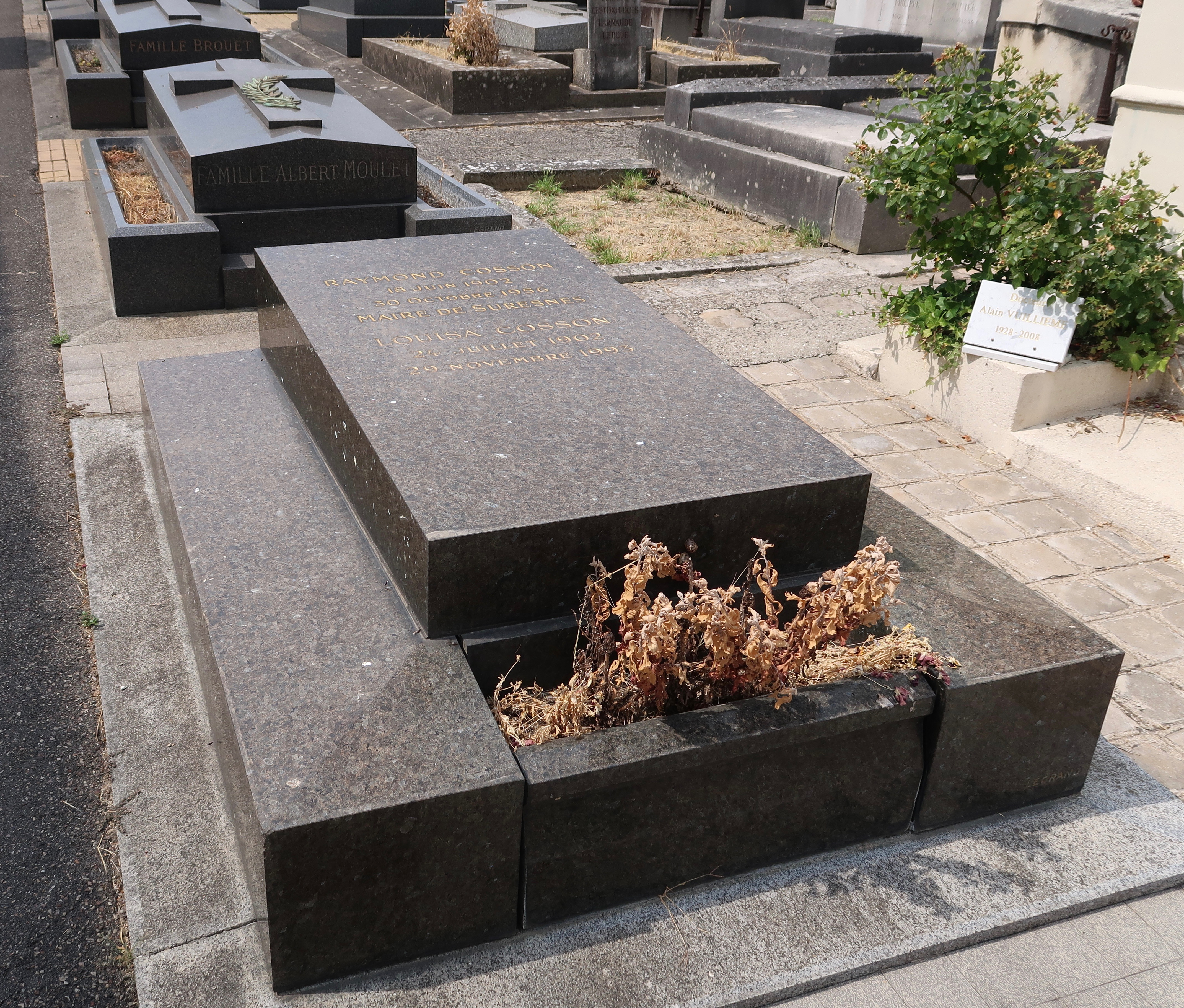
Tombe de Raymond Cosson dans le cimetière Carnot.
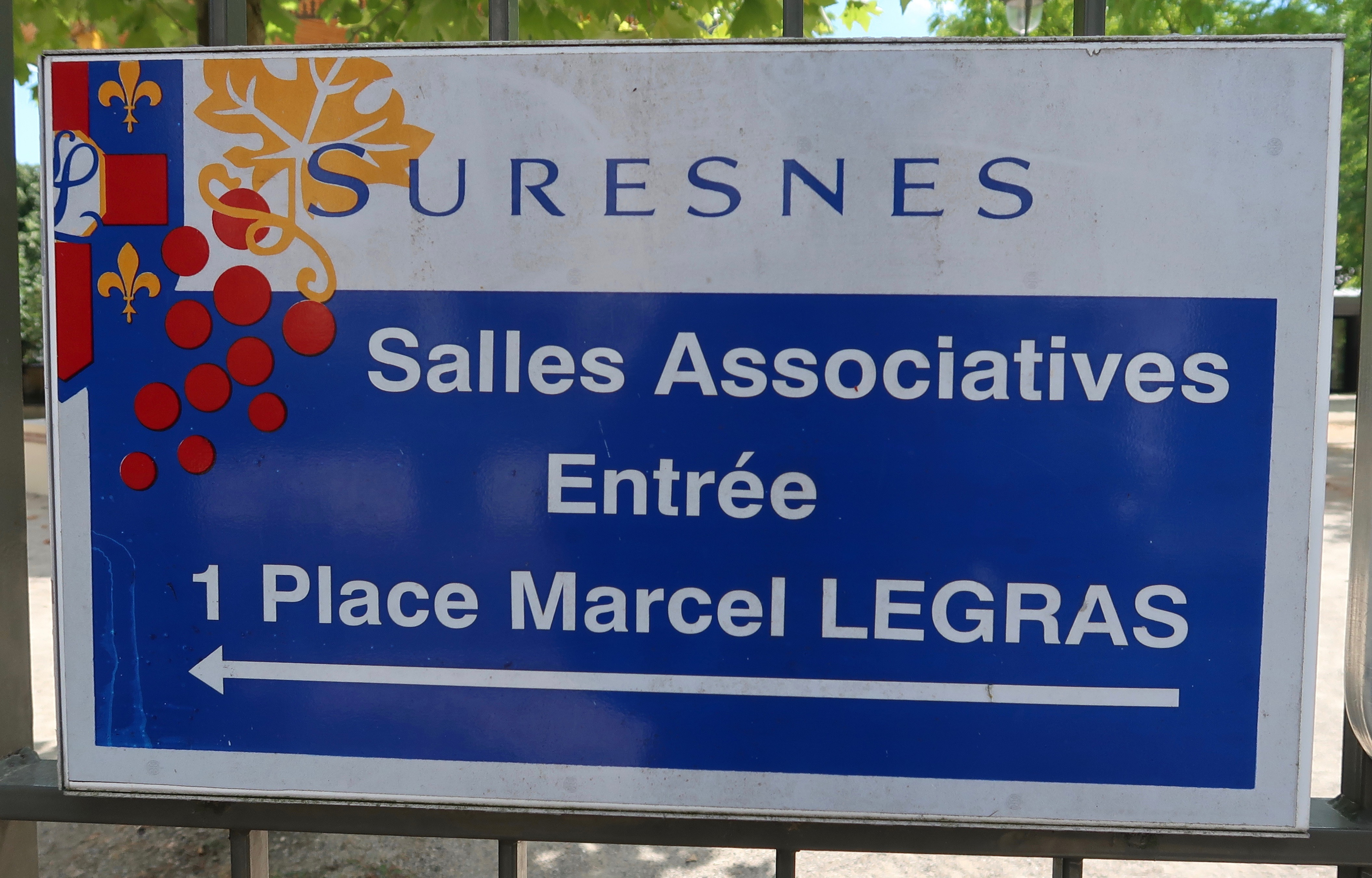
Plaque de la place Marcel-Legras, en hommage au maire en fonction de 1956 à 1965.
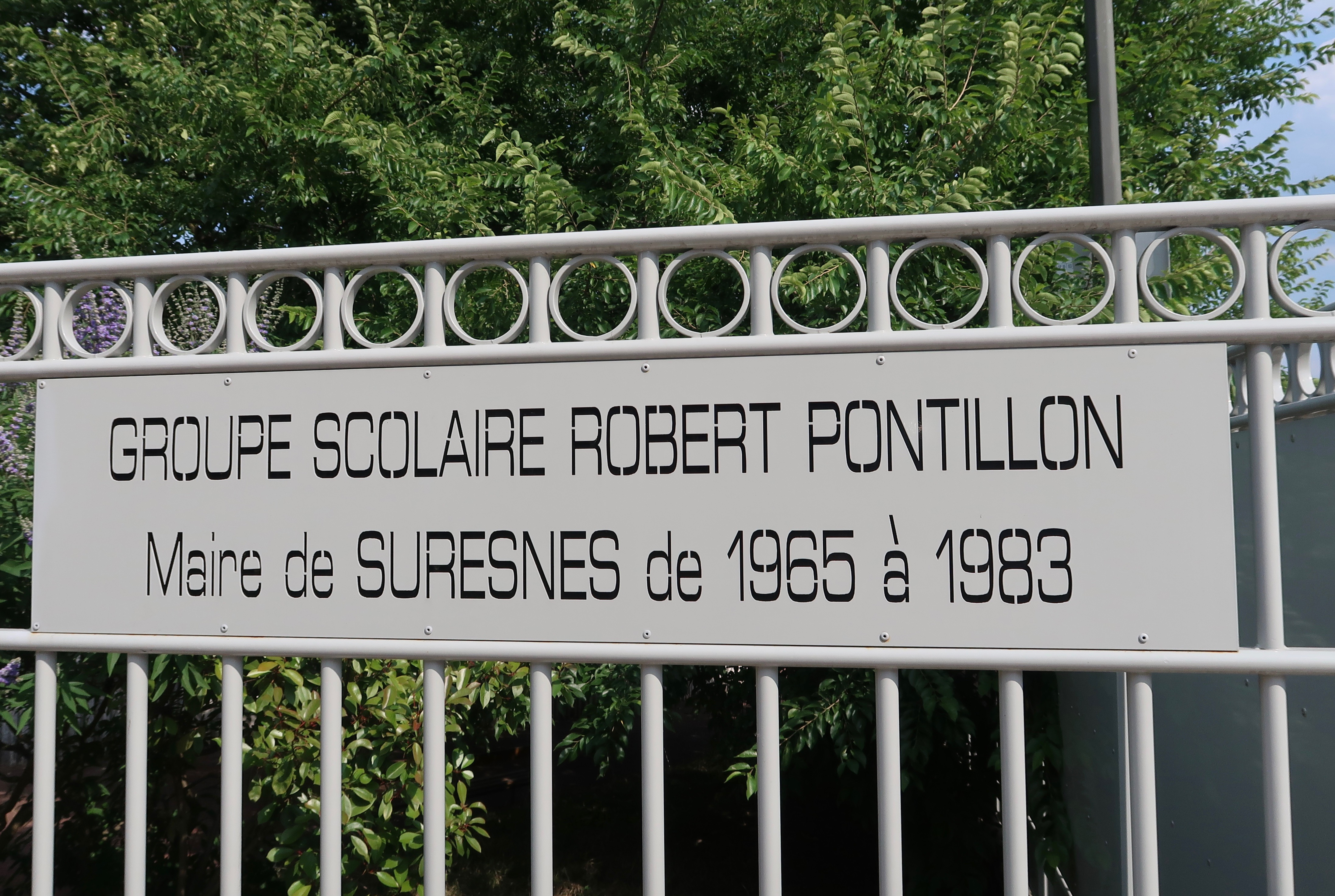
Plaque du groupe scolaire Robert-Pontillon, en hommage au maire en fonction de 1965 à 1983.
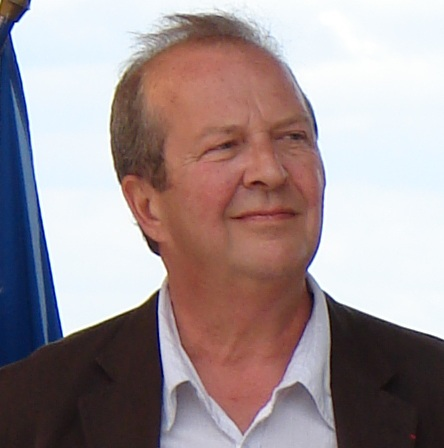
Christian Dupuy, maire de 1983 à 2020.
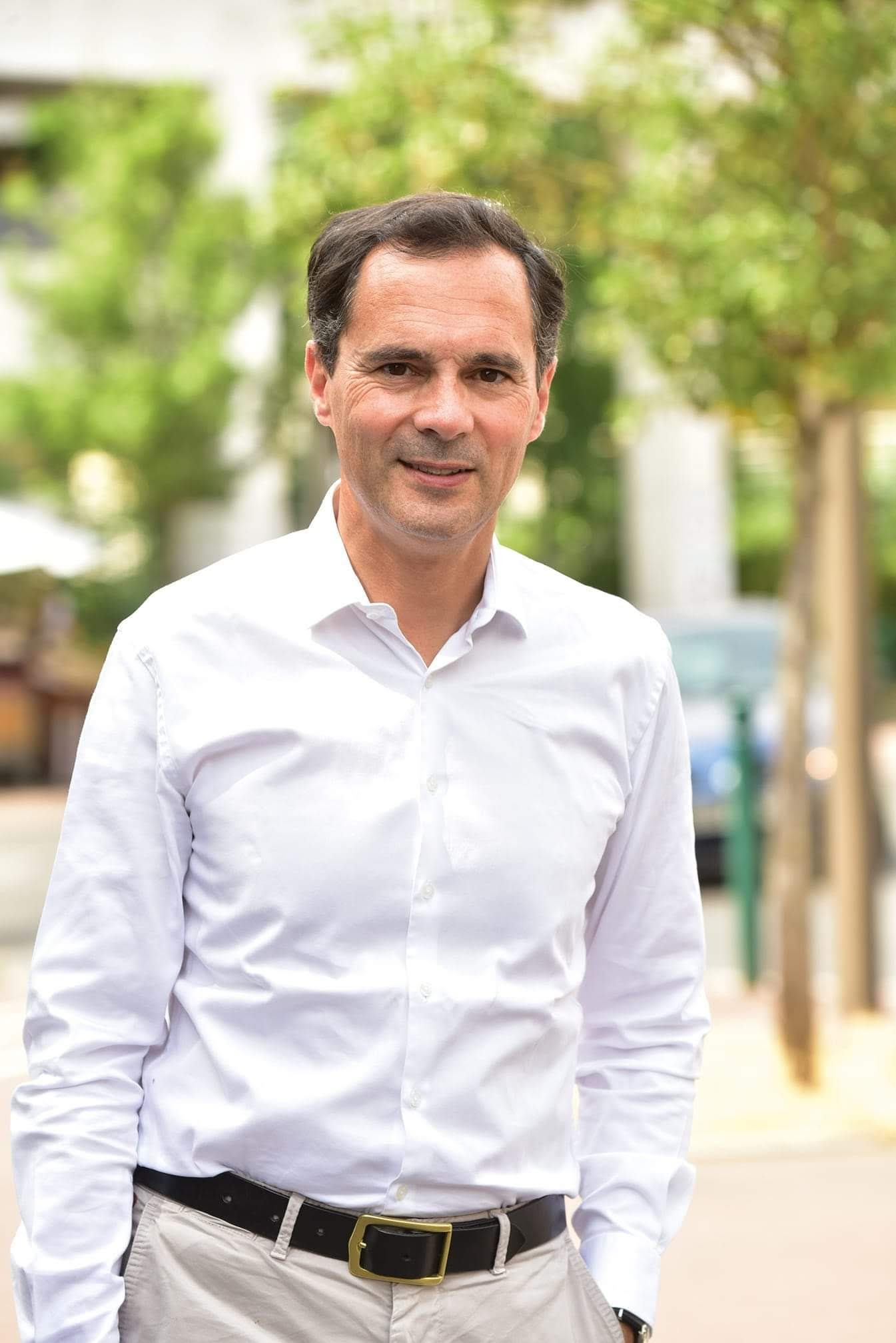
Guillaume Boudy, maire depuis 2020.

## Pour approfondir